# Awakening (álbum de Blessthefall)
Awakening (traducido como Despertar) es el tercer álbum de la banda de post-hardcore Blessthefall, Fue lanzado el 4 de octubre de 2011, por Fearless Records y el productor Michael Baskette. Es el primer álbum de la banda que no cuenta con el guitarrista rítmico Mike Frisby, en su reemplazo, el guitarrista Elliott Gruenberg.

## Producción y futuro lanzamiento
El 17 de mayo, Blessthefall entró a estudio junto al productor Michael Baskette nuevamente, junto a su nuevo guitarrista Elliott Gruenberg, un día después la banda escribió en su Facebook This Place Is Not For The Weak, posible nombre del álbum. Poco tiempo después, Bokan anunció que su nuevo álbum contará como vocalistas invitados a Ronnie Radke (Falling in Reverse) y Tim Lambesis (As I Lay Dying), también Chris Dudley (teclista de Underoath) tocará sintetizador en algunos temas.
Matt Traynor aclaró que Radke y Lambesis no estarán como vocalistas invitados en el disco.
El 21 de julio, se dio a conocer el nuevo álbum de la banda, Awakening, el que será lanzado el 4 de octubre por Fearless Records. El artwork del álbum está realizado por Jeff Gros, el mismo que creó el del álbum Define the Great Line de la banda Underoath.
Bottomfeeder fue lanzado el 4 de agosto, como primer sencillo, dando a conocer una pequeña muestra el día 1 de agosto. Promised Ones será lanzado el 16 de agosto en iTunes para su venta. El álbum cuenta con una pista escondida, después de la canción "Meet Me At Gates", en la cual hay aproximadamente tres minutos de silencio cuando empieza la canción escondida.

## Listado de canciones
- Listado de canciones revelado por Bokan y Traynor a través de Formspring[11][12]

1. "Awakening"                          Duración: 1:20
2. "Promised Ones"  	               Duración: 3:36
3. "Bottomfeeder"  	               Duración: 3:38
4. "I'm Bad News, In the Best Way"      Duración: 3:52
5. "The Reign"  	                       Duración: 4:05
6. "40 Days..."  	               Duración: 4:19
7. "Bones Crew"  	               Duración: 3:23
8. "Don't Say Goodbye"  	               Duración: 3:52
9. "Undefeated"  	               Duración: 3:30
10. "'Till the Death of Me"  	       Duración: 4:26
11. "Flatline"  	                       Duración: 1:40
12. "Meet Me at the Gates"               Duración: 7:18

## Personal
Blessthefall
- Beau Bokan - Voz, teclado, programación
- Jared Warth - Bajo, coros
- Eric Lambert – Guitarra solista, coros
- Elliott Gruenberg - Guitarra rítmica
- Matt Traynor – Batería, percusión

Músicos adicionales
- Chris Dudley - Teclados, sintetizadores[7]

Producción
- Michael "Elvis" Baskette - Producción, masterización, mezcla[2]
- Jeff Gross - Artwork[10]